# Derivada de Gâteaux
En matemàtiques, la derivada de Gâteaux és una generalització del concepte de derivada direccional. S'anomena així en honor de René Gateaux, un matemàtic francés que va morir jove a la Segona Guerra Mundial, es defineix per a espais vectorials topològics localment convexes, en oposició a la derivada en espais de Banach, la derivada de Fréchet. Totes dues derivades, sovint es fan servir per a formalitzar la derivada funcional que es fa servir habitualment en física, en particular en Teoria quàntica de camps. A diferència d'altres formes de derivada, la derivada de Gâteaux d'una funció pot ser no lineal.

## Definició
Suposeu que {\displaystyle X} i {\displaystyle Y} són espais vectorials topològics localment convexes (per exemple, espais de Banach), {\displaystyle U\subset X} és obert, i 
{\displaystyle F:X\rightarrow Y.}
La derivada de Gâteaux {\displaystyle dF(u,\psi )} de {\displaystyle F} a {\displaystyle u\in U} en la direcció {\displaystyle \psi \in X} es defineix com 
{\displaystyle dF(u,\psi )=\lim _{\tau \rightarrow 0}{\frac {F(u+\tau \psi )-F(u)}{\tau }}=\left.{\frac {d}{d\tau }}F(u+\tau \psi )\right|_{\tau =0}}
Si el límit existeix. Si el límit existeix per a tot {\displaystyle \psi \in X}, llavors es diu que {\displaystyle F} té derivada de Gâteaux a {\displaystyle u\in U}.
Es diu que {\displaystyle F} és contínuament derivable en {\displaystyle U} si 
{\displaystyle dF:U\times X\rightarrow Y}
és contínua.

## Propietats
Si la derivada de Gâteaux existeix, és única.
Per a cada {\displaystyle u\in U} la derivada de Gâteaux és un operador 
{\displaystyle dF(u,\cdot ):X\rightarrow Y.}
Aquest operador és homogeni, de forma que 
{\displaystyle dF(u,\alpha \psi )=\alpha dF(u,\psi )\,},
però, en general, no és additiu, i, per tant, no sempre és lineal, a diferència de la derivada de Fréchet.
En canvi, per a X i Y espais de Banach, si se suposa que la derivada de Gâteaux dF(u, ψ) de F és contínua i lineal a ψ per a tot u ∈ U, i dF és una aplicació contínua d'espais mètrics U → L(X, Y), llavors F és Fréchet derivable. Aquest criteri és anàleg al de derivabilitat d'una funció a partir de la continuïtat de les seves derivades parcials.
Si F és Fréchet derivable, llavors, també és Gâteaux derivable, i les seves derivades de Fréchet i de Gâteaux concorden.

## Exemple
Sia {\displaystyle X} l'espai de Hilbert de les funcions de quadrat integrables sobre un conjunt Lebesgue mesurable {\displaystyle \Omega } en l'espai euclidià RN. El funcional 
{\displaystyle E:X\rightarrow \mathbb {R} }
Donat per 
{\displaystyle E(u)=\int _{\Omega }F\left(u(x)\right)dx}
on {\displaystyle F} és una funció real d'una variable real amb {\displaystyle F'=f\,} i {\displaystyle u} està definit en {\displaystyle \Omega } amb valors reals, té per derivada de Gâteaux 
{\displaystyle dE(u,\psi )=(f(u),\psi )\,.}
En efecte, 
{\displaystyle {\frac {E(u+\tau \psi )-E(u)}{\tau }}={\frac {1}{\tau }}\left(\int _{\Omega }F(u+\tau \psi )dx-\int _{\Omega }F(u)dx\right)}
{\displaystyle \quad \quad ={\frac {1}{\tau }}\left(\int _{\Omega }\int _{0}^{1}{\frac {d}{ds}}F(u+s\tau \psi )\,ds\,dx\right)}
{\displaystyle \quad \quad =\int _{\Omega }\int _{0}^{1}f(u+s\tau \psi )\psi \,ds\,dx.}
Fent {\displaystyle \tau \rightarrow 0} (i suposant que totes les integrals estan ben definides) dona com a resultat per a la derivada de Gâteaux
{\displaystyle \int _{\Omega }f(u(x))\psi (x)\,dx,}
És a dir, el producte interior de {\displaystyle (f(u),\psi ).\,}